# بيدرو سيا
خوسيه بيدرو سيا (بالإسبانية: José Pedro Cea) الشهير باسم بيدرو سيا (1 سبتمبر 1900 في مونتيفيديو  ، الأوروغواي – 18 سبتمبر 1970) لاعب ومدرب كرة قدم أوروغواياني كان يجيد اللعب في مركز المهاجم .

## السيرة ذاتية

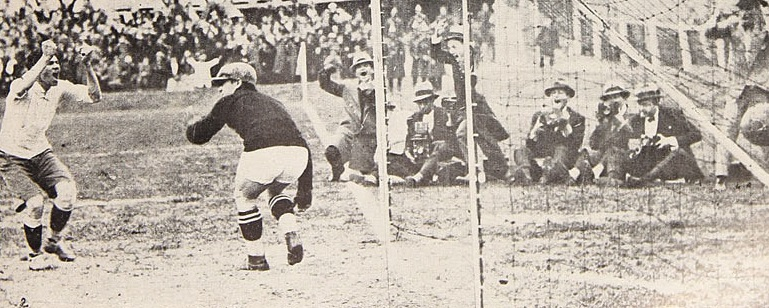
الأوروغواي ضد يوغسلافيا

لعب سيا لنادي واحد طوال مسيرته الياضية كلاعب وهو ناسيونال مونتيفيديو وحقق معه بطولة دوري الدرجة الممتازة عدة مرات .
لعب سيا أول مباراة دولية مع منتخب الأوروغواي في نوفمبر 1923 وساهم في تتويجه ببطولة كأس أمريكا الجنوبية 1923 و1924 التين استضافتهما بلاده . ساهم سيا في الحصول على الميدالية الذهبية في دورة الألعاب الأولمبية مرتين في 1924 التي أقيمت في العاصمة الفرنسية باريس ثم في 1928 التي أقيمت في العاصمة الهولندية أمستردام. في بطولة كأس العالم لكرة القدم 1930 التي استضافتها بلاده توج هدافا لمنتخب بلاده مسجلا 5 أهداف محتلا المركز الثاني في لائحة الهدافين خلف هداف البطولة الأرجنتيني غييرمو ستابيلي الذي سجل 8 أهداف . وكان أغلى أهداف سيا هو هدفه الأخير الذي سجله في المباراة النهائية في مرمى منتخب الأرجنتين في الدقيقة 57 ليحقق التعادل 2-2 ثم يضيف زملائه هدفان ليتوجوا بلقب البطولة الأولى . لعب سيا آخر مباراة دولية في سنة 1932 وبذلك يكون مجموع مبارياته الدولية بلغ 27 مباراة مسجلا 13 هدف.
تولى سيا تدريب منتخب الأوروغواي من 1941 إلى 1942 وحقق معه بطولة كأس أمريكا الجنوبية 1942 التي استضافتها بلاده .
توفي سيا في سنة 1970 عن عمر ناهز السبعين.